# 中山正和
中山 正和（なかやま　まさかず、1913年10月21日 - 2002年）は、日本の著作家・文筆家。創造工学研究所所長。

## 生涯
広島県または山梨県生まれ。第四高等学校卒、1939年北海道帝国大学理学部物理学科卒。
電電公社電気通信研究所調査役をへて、創造工学研究所を設立し所長。
川喜田二郎のKJ法に対し自身の方法をNM法と名づけた。
禅仏教に関心を深めていった。

## 著書
- 『研究開発の技術』日刊工業新聞社 1963
- 『技術者の創造性開発と訓練』日刊工業新聞社 1965
- 『新製品開発の進め方 計画・手順・技法』日本能率協会 1966
- 『創造工学的手法』産業能率短期大学出版部 1967
- 『カンの構造 発想をうながすもの』中公新書 1968
- 『中山創造工学』産業能率短期大学出版部 1968
- 『幹部のための考える技術 現状からの脱出法』日本能率協会 MSDシリーズ　1970
- 『創造思考の技術 情報化社会をどう生きるか』講談社現代新書 1970
- 『発想の論理 発想技法から情報論へ』中公新書 1970
- 『創造工学序説』産業能率短期大学出版部 1972
- 『第六感 カンとひらめきでトップを獲得するために』徳間ブックス 1972
- 『日本語による経営 ホン訳経営学からの脱皮』日本能率協会 MSDシリーズ　1972
- 『工学禅 ヒラメキと集中力を生む頭の整理』日本能率協会 1973
- 『発想の転換法』日本経営者団体連盟弘報部 1973
- 『新・企画力』日本経営者団体連盟弘報部 部課長自己啓発シリーズ　1976
- 『NM法のすべて アイデア生成の理論と実践的方法』産業能率短期大学出版部 1977
- 『"たしかに生きる"ための「ちえ」の構造』産業能率短期大学出版部 1977
- 『ひらめき利用術』広済堂ブックス 1978
- 『文章表現の心得』日本経済新聞社 1978
- 『演繹・帰納・仮説設定 新しい科学の方法』産業能率大学出版部 1979
- 『創造性の自己発見 「ひらめき」の構造をさぐる』講談社ブルーバックス 1979
- 『「知恵」の再発見』講談社現代新書 1980
- 『生きざまの科学 「科学的な生き方」こそ「悟り」への近道』産業能率大学出版部 1981
- 『新・発想の転換法』日本経営者団体連盟弘報部 1981
- 『新製品開発の知恵 ヒントからアイデアへの構想』日本能率協会 1982
- 『創造力の伸ばし方 頭脳訓練一日一問』PHP研究所 1982 のち文庫
- 『瞑想と潜在能力 "直観瞑想"は眠れる才能を呼び醒ます』大陸書房 1982
- 『NM式頭脳特訓法 ゆきづまりはこうして突破せよ! パワフルな独創力をつくる』PHP研究所 1983
- 『お釈迦さまが説く親と子の創造性開発法』PHP研究所 1983
- 『天才脳の構造・釈迦の悟り』産業能率大学出版部 1983
- 『洞察力 本質を見抜く「眼力」の秘密』PHP研究所 1983　のち文庫
- 『禅と脳 大脳生理学と宇宙物理学から「さとり」を科学する』PHP研究所 21世紀図書館 1984
- 『悟りの構造 正法眼蔵の解明』産業能率大学出版部 1985
- 『新製品開発部課長の職務』税務経理協会 問題解決策シリーズ 1985
- 『独創企画力』日本経営者団体連盟弘報部 1986
- 『発想法のすべて』産業能率大学出版部 1986
- 『究極の問題解決学 ビジネスマンのクリーン頭脳開発』佼成出版社ダルマブックス 1987
- 『「たとえ話」の効用 法華経の読み方』産業能率大学出版部 1987
- 『おもしろ仏理学ゼミナール 仏と物理に学ぶ人間・人生・宇宙』山海堂 1988
- 『祖父が語る頭のよい子への育て方』産業能率大学出版部 1989
- 『創造力開発の秘術ZENKIGEN』青竜社 1990
- 『運のいい人、悪い人 運が運を呼ぶ発想原理とは何か』PHP研究所 1991
- 『考えて仕方があること・仕方がないこと 頭がスッキリする「莫妄想」のすすめ』PHP研究所 1991　のち文庫
- 『管理職のためのなまけ禅』法蔵館 1991
- 『仕事が趣味になるスゴイ本 最高の自分を発揮するための「仕事三昧」のすすめ』PHP研究所 1991
- 『創造工学入門』産能大学出版部 1992
- 『要領よく生きる法 「直観」を磨けば生き方のコツが見えてくる』PHP研究所 1992　「要領のいい人・悪い人」文庫
- 『悟りと発見 釈迦の説法から直観の構造を科学する』PHP研究所 1993
- 『創造性開発の原理・原則 創造工学の提唱者が語るアイデアの宝庫を開く鍵』総合法令 原理・原則シリーズ　1993
- 『道元さんの安楽説法』創造工学研究所 1994
- 『松下幸之助の直観力』PHP研究所 1994
- 『頭がよくなるまじめな話』産能大学出版部 1995
- 『未来がみえる発想法 ヒラメキを生む「超意識」の科学』PHP研究所 1995
- 『なまけ禅・「い」から「ん」まで 創造性開発・禅・意識論・ノイローゼ』ビジネスデザイン研究所 1996

### 共編著
- 『創造工学 模索から展望へ』鼎談:北川敏男,川喜田二郎 中公新書 1971
- 『昭和50年代のための新製品の発想』林周二,井上赳夫共編 日科技連出版社 1973
- 『NM法のすべて』Vol.1-6 山上定也共著 創造工学研究所 1974-75
- 『「創造脳」開発法 日本人の右脳革命はまちがっている!』千葉康則共著 PHP研究所 1983

## 注
1. ↑  『運のいい人、悪い人』2010
2. ↑  『現代日本人名録』では広島、『運のいい人悪い人』では山梨となっている。
3. ↑  『現代日本人名録』1987年